# Чульцова Дар'я Дмитрівна
Дар'я Дмитрівна Чульцова (біл. Дар’я Дзмітрыеўна Чульцова; нар. 20 лютого 1997, Шклов, Могильовська область, Білорусь) — білоруська журналістка і політична ув'язнена.

## Біографія

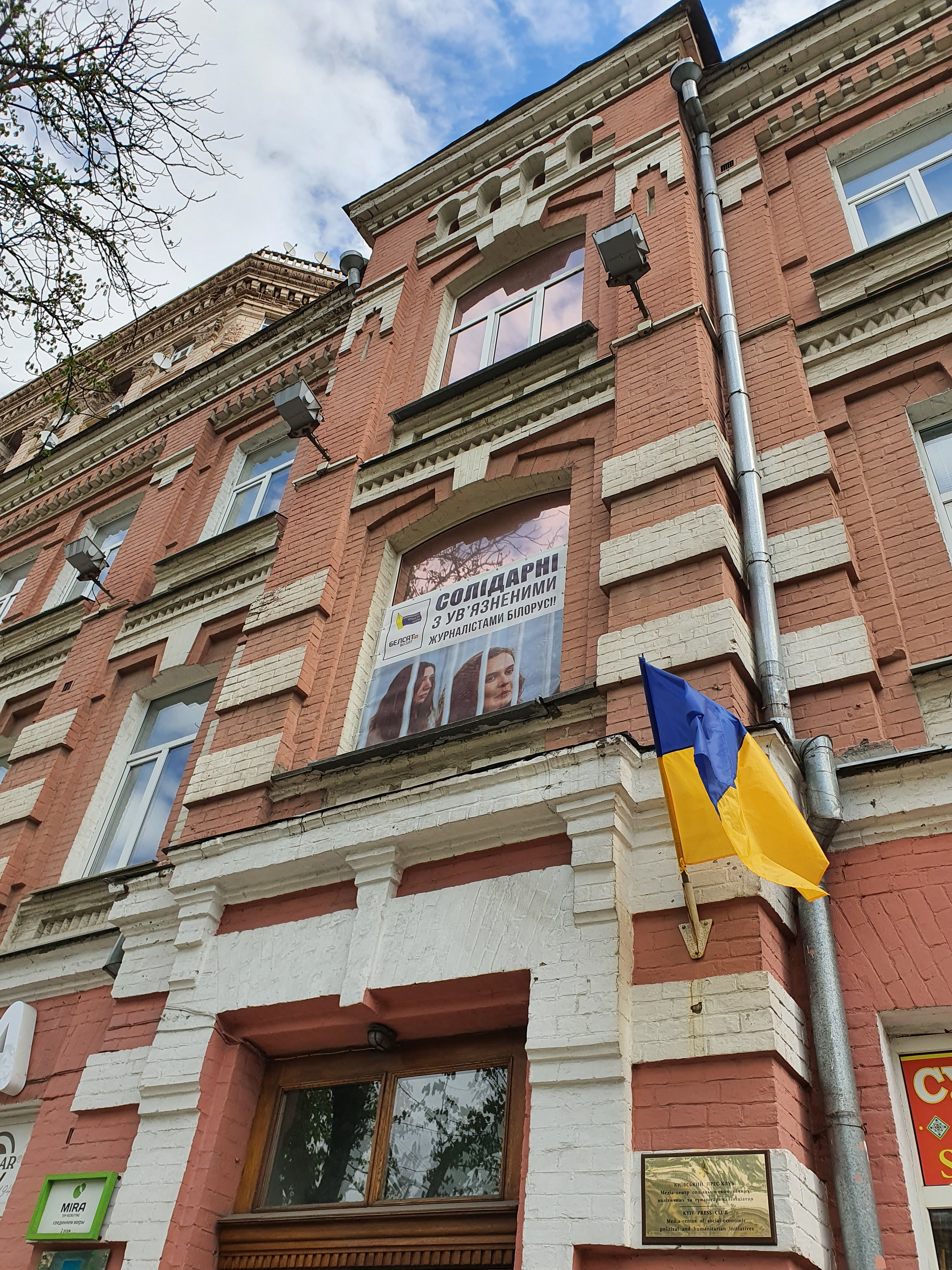
Київ, 5 травня 2021 року. Солідарність із затриманими журналістами телеканалу «Белсат» Катериною Андрєєвою та Дар'єю Чульцовою

Дар'я народилася 1997 року в білоруському містечку Шклові Могильовської області. З дитинства цікавилася журналістикою. Ще в університеті вона працювала у проєкті «Могильов. Онлайн», а після закінчення Могильовського державного університету імені Аркадія Кулешова в 2020 році перейшла на телеканал «Белсат», де працювала репортером.

### Кримінальне переслідування
Разом з журналісткою Катериною Андрєєвою вона стала учасницею кримінальної справи про організацію дій, що грубо порушують громадський порядок. Після прямої трансляції з місця жорстокого розгону силовиками людей, які прийшли вшанувати пам'ять убитого Романа Бондаренка на «Площі Змін» у Мінську 15 листопада 2020 року.
Після адміністративного арешту її не відпустили. Дар'ю перевели в слідчий ізолятор у Жодино, де вона перебувала до суду. 24 листопада 2020 року спільною заявою десяти організацій, зокрема Правозахисного центру «Вясна», Білоруської асоціації журналістів, Білоруського Гельсінського комітету, Білоруського ПЕН-центру, була визнана політичною ув'язненою.
18 лютого 2021 року суд Фрунзенського району Мінська (суддя — Наталя Бугук, державний обвинувач — Аліна Касьянчік, слідчий — Ігор Курилович) оголосив вирок, згідно з яким Дар'ю Чульцову засудили до 2 років колонії суворого режиму. 23 квітня 2021 року суд міста Мінська залишив чинним вирок.
Дар'я Чульцова вийшла на волю 3 вересня 2022 року і незабаром поїхала до Варшави.

## Реакція на переслідування
8 лютого 2021 року посольство США в Білорусі поширило заяву із закликом звільнити Чульцову й Андрєєва.
15 лютого 2021 року Тоні Ллойд, член Палати громад Великої Британії, взяв під опіку політичну ув'язнену.
Після винесення вироку 18 лютого 2021 року президент Польщі Анджей Дуда зажадав амністії Чульцової та Андрєєвої.
Відповідно до рішення Ради Європейського Союзу від 21 червня 2021 року Суддя Наталя Бугук була включена в «Чорний список ЄС» зокрема за «численні політично вмотивовані рішення щодо журналістів і протестуючих, винесення вироку Катерини Бахвалової (Андрєєвій) та Дарії Чульцової тощо» і порушення прав на захист і справедливий суд. Цим же рішенням під санкції потрапили помічник прокурора суду Фрунзенського району Мінська Аліна Касьянчік зокрема за притягнення до кримінальної відповідальності журналісток за «відеозапис мирних акцій протесту за безпідставними звинуваченнями в „змові“ і „порушенні громадського порядку“», старший слідчий суду Фрунзенського району Мінська Ігор Курилович зокрема за підготовку політично вмотивованої кримінальної справи проти журналісток, які зафіксували мирні акції протесту.

## Нагороди
- 10 грудня 2020 року білоруські правозахисники назвали її «Журналістом року»[16][17][18].
- 10 березня 2021 року Дар'я була удостоєна нагороди імені Даріуша Фікуса[pl][19].
- 9 квітня 2021 року стала лауреаткою Премії «Гонар журналістыкі» (укр. Честь журналістики) імені Олеся Ліпая[be][20].
- 7 червня 2021 року стала лауреаткою Премії «Axel-Springer-Preis[de]»[21].
- 10 червня 2021 року стала лауреаткою нагороди «За мужність у журналістиці»[simple][22].
- 29 липня 2021 року була обрана лауреаткою Премії «За свободу і майбутнє ЗМІ»[de][23][24].
- 12 серпня 2021 року присуджена Премія імені Герда Буцеріуса «Вільна преса Східної Європи[ru]»[25].
- 15 жовтня 2021 року стала лауреаткою премії «Prix Europa[de]» в категорії «Європейський журналіст 2021 року»[26][27].

## Оцінки
«Сильні духом упевнені в своїй правоті, підтримувані друзями, колегами і зовсім незнайомими людьми — такими увійдуть до підручників Катя і Даша», — написала головний редактор газети «Новы Час» Оксана Колб напередодні винесення вироку Катерині Андрєєвій та Дар'ї Чульцовій.